# Électrolyte polymère
Un électrolyte polymère, ou polymère électrolytique, est une  matrice de polymères organiques assurant une conduction ionique. Ce type d'électrolytes a pour fonction d'assurer le transport des charges électriques entre l'anode et la cathode,,, comme les autres types d'électrolytes, qu'ils soient liquides ou solides. La mise en œuvre de polymères comme électrolytes a été réalisée pour la première fois avec des celles solaires à pigment photosensible (cellules Grätzel, ou DSSC). Les applications de ces matériaux vont des piles à combustible aux piles électriques,, en passant par les membranes échangeuses d'ions, telles que les membranes échangeuses de protons pour cellules d'électrolyse de l'eau.

## Polymères transporteurs de cations

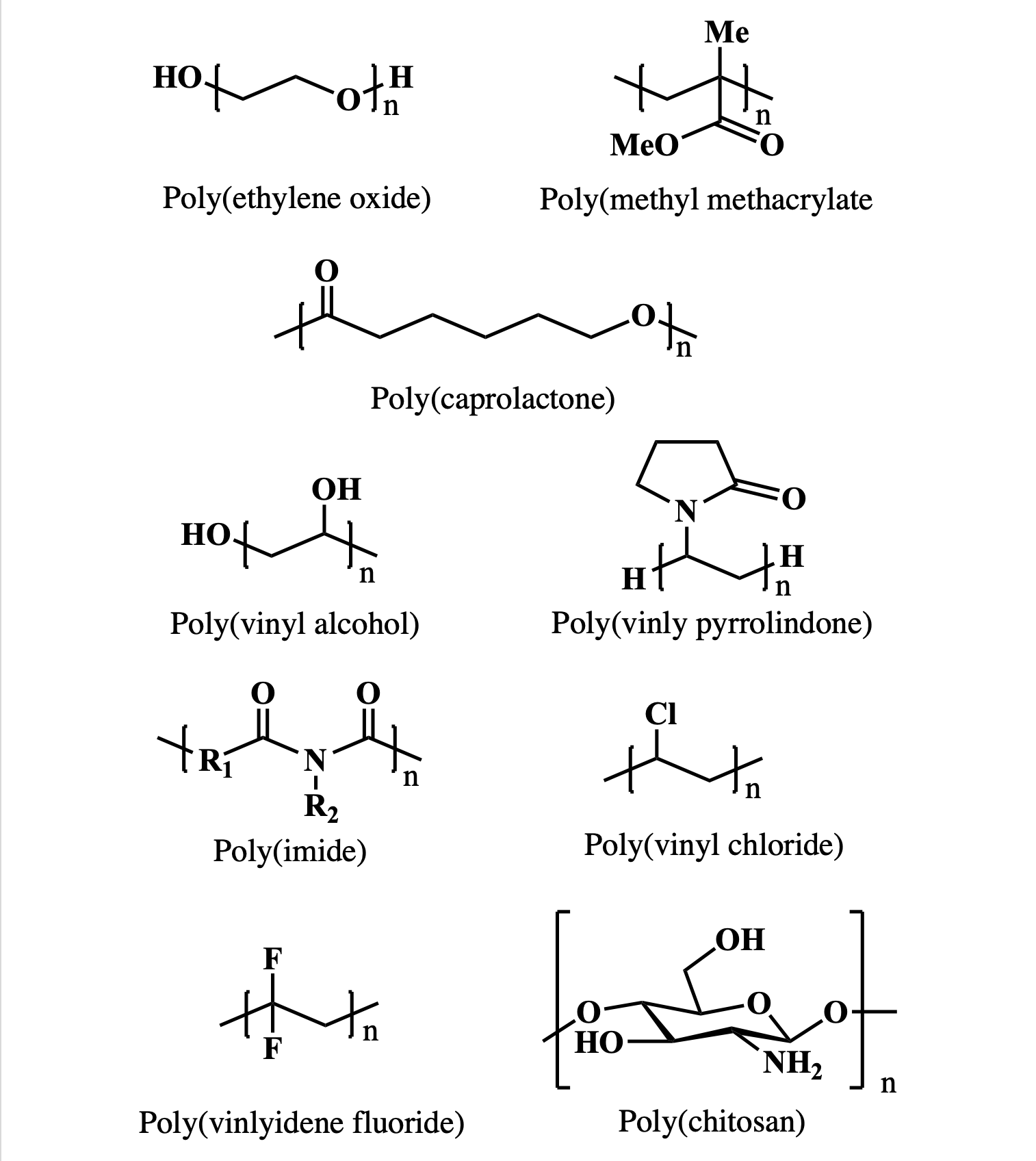
Exemples de polymères électrolytiques, chacun portant un groupe fortement polaire donneur d'électrons,,.

Les polymères électrolytiques incorporent généralement un polymère portant des groupes très polaires susceptibles de céder des électrons. Les critères de performance conduisent à choisir des électrolytes homogènes ou hétérogènes,. Le taux de cristallinité d'un polymère électrolytique influence la mobilité des porteurs de charge dans le matériau ainsi que leur vitesse de déplacement. Les domaines amorphes favorisent la percolation des charges dans les polymères électrolytiques gel et plastifiés,, tandis que les défauts cristallins affaiblissent les interactions ions-polymères. L'impact de la morphologie des polymères sur les mécanismes de transport des porteurs de charge peut être modulé par la température de transition vitreuse,. Ces différents électrolytes diffèrent les uns des autres du point de vue de leur mode de production ainsi que des applications auxquelles ils sont destinés. Leurs propriétés ainsi que leur morphologie peuvent être adaptées pour répondre à des besoins spécifiques. Ils ont en commun d'avoir dans leur structure un hétéroatome, généralement d'azote ou d'oxygène, voire de soufre,,. Parmi les polymères électrolytiques les plus courants, on peut noter :
- le polyéthylène glycol[8] (PEG) ;
- l'alcool polyvinylique (PVAL) ;
- le polyméthacrylate de méthyle (PMMA) ;
- la polycaprolactone (PCL) ;
- le chitosane ;
- la polyvinylpyrrolidone (PVP) ;
- le polychlorure de vinyle (PVC) ;
- le polyfluorure de vinylidène (PVDF) ;
- les polyimides[7] (PI).

Les polymères ioniques sont d'autres types de polymères conducteurs ioniques, qui contiennent un élément réduit ou oxydé sur la chaîne principale du polymère par dopage. Ce dopage fait de ces polymères des semiconducteurs de type n ou de type p.
Il existe quatre grands types de polymères électrolytiques, : en gel, solides, plastifiés, et composites.

### Électrolyte polymère en gel
Un électrolyte polymère en gel séquestre les constituants du solvant et facilite le transport des ions à travers la matrice polymère. Le gel supporte le réseau polymère,. Il est à noter que les domaines amorphes de ces polymères absorbent de plus grandes quantités de solvant que les domaines cristallins. En conséquence, la conductivité ionique, qui est essentiellement un processus contrôlé par diffusion, est généralement plus élevée à travers les régions amorphes qu'à travers les domaines cristallins. Un aspect important des électrolytes en gel est le choix du solvant principalement basé sur leur permittivité, qui a un impact sur la conductivité ionique. La percolation de charge peut se produire dans un électrolyte polymère très ordonné mais est favorisée par le nombre et la proximité des domaines amorphes dans le matériau.
Les électrolytes polymères en gel ont des applications spécifiques pour remplacer les liquides ioniques des accumulateurs lithium-ion. Ils peuvent être produits à partir de polymères renouvelables et dégradables tout en restant capable d'atténuer les problèmes de courant à l'interface cathode-électrolyte.

### Électrolyte polymère solide
Un électrolyte polymère solide résulte de la coordination d'un sel inorganique avec la matrice polymère. L'application d'un potentiel entraîne un échange d'ions par réarrangement des liaisons de coordination le long du polymère. Les performances des cellules électrochimiques de ce type dépendent de l'activité chimique du sel,. Des polymères électrolytiques solides ont également été utilisés dans le traitement des wafers de nitrure de gallium car ils permettent d'oxyder la surface de ces wafers sans liquide ni rayonnement pour faciliter leur polissage.

### Électrolyte polymère plastifié
Un électrolyte polymère plastifié est une matrice polymère incorporant des plastifiants qui améliorent leur conductivité ionique en réduisant les interactions intrachaînes et interchaînes qui entrent en compétition avec les interactions ion-polymère. De manière semblable à ce qui est observé avec les polymères électrolytiques en gel, l'ajout de plastifiant dans ce type d'électrolytes abaisse la température de transition vitreuse du polymère et facilite la dissociation du sel au sein de la matrice polymère, ce qui améliore la mobilité des ions,. Le plastifiant a cependant pour effet d'altérer les propriétés mécaniques du polymère. Son taux de cristallinité réduit affaiblit sa résistance mécanique à température ambiante. Les plastifiants agissent également sur d'autres paramètres, tels que le temps de charge/décharge et la capacité de charge.

### Électrolyte polymère composite
Un électrolyte polymère composite est une matrice polymère qui incorpore des charges inorganiques chimiquement inertes, mais ayant une permittivité élevée pour améliorer la conductivité ionique en inhibant la formation de paires d'ions dans la matrice polymère. Généralement, ces charges sont en céramique. Les céramiques sont par elles-mêmes cassantes et de faible permittivité, mais l'incorporation de cette charge céramique dans une matrice polymère donne un matériau composite aux propriétés différentes de celles des matériaux individuels qui le constituent,. Ainsi, la conductivité ionique des polymères électrolytiques et plus faible que celle des électrolytes liquides et solides, mais elle s'améliore sensiblement en présence d'une charge céramique, qui accroît également la mobilité des ions dans le matériau. De telles charges présentent en outre l'avantage de préserver les propriétés mécaniques des polymères, notamment leur résistance.

## Mécanismes du transport ionique
Les mécanismes de transport ionique étudiés sont surtout ceux des cations, car les polymères conducteurs de cations ont un intérêt particulier en raison de l'utilisation ubiquitaire des accumulateurs lithium-ion et des recherches pour développer des technologies alternatives à ions multivalents, tels que les accumulateurs au magnésium (en),. La conductivité ionique dépend en grande partie de la concentration effective en ions mobiles (ions libres), de la charge électrique de ces ions, et de leur mobilité. La mobilité ionique est définie comme la capacité d'un ion à se déplacer entre les groupes polaires des chaînes de polymères,.

### Gradients de potentiel
Il existe deux modes de transport ionique : par potentiel chimique (diffusion) et par potentiel électrique. Les ions se répartissent entre les différentes phases de l'électrolyte et se diffusent en fonction de la conductivité ionique, du coefficient de diffusion du sel de l'électrolyte et du nombre de transport ionique. Le transport ionique est également contrôlé par le gradient de potentiel électrique à travers la cellule.

### Dépendance à la température
Les performances des polymères électrolytiques dépendent de la plage de températures considérée. La température de transition vitreuse est le point de bascule de ces performances. À une température supérieure ou égale à celle de transition vitreuse, on considère que les chaînes de polymères sont suffisamment désordonnées pour libérer des espaces par lesquels les ions peuvent circuler en réorganisant leurs liaisons de coordination avec les groupes polaires des chaînes. Certaines applications requièrent l'usage de couches minces de polymères électrolytiques, ce qui nécessite un contrôle étroit de la morphologie et des propriétés du matériau en raison de modifications de température de transition vitreuse et d'autres propriétés dans les couches minces par rapport à des matériaux amorphes massifs.

### Mobilité et concentration des porteurs de charge

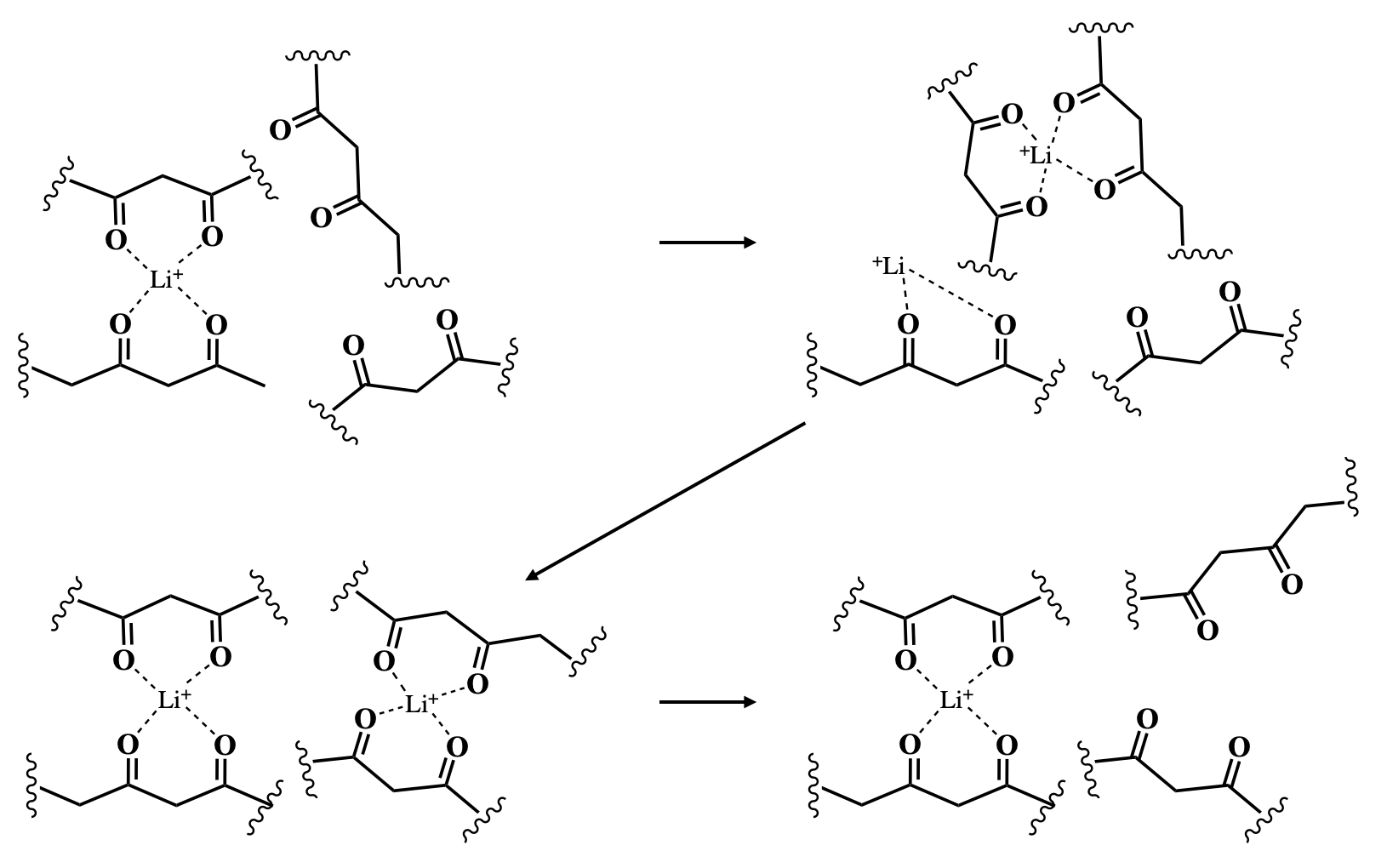
Les réarrangements de proximité des chaînes de polymères contribuent probablement à la mobilité des cations en déplaçant leurs liaisons de coordination avec les groupes nucléophiles des polymères.

Le transport des ions dans les polymères électrolytiques est influencé par la concentration du contre-ion et la capacité des chaînes polymères à rester mobiles. On considère généralement que plus une matrice polymère reste mobile, meilleure est sa conductivité ionique, mais on a également montré que les polymères électrolytiques cristallins sont plus conducteurs que la phase amorphe du même matériau. On pense qu'il existe plusieurs modes de transport des ions. Dans les polymères électrolytiques cristallins, l'organisation des chaînes favorise la formation de « tunnels » interchaînes dans lesquels les ions de conduction peuvent passer d'un site de coordination à un autre, tandis que les contre-ions se déplacent le long des chaînes de polymères. Ces tunnels permettent de contrôler le flux d'anions et de cations dans les polymères électrolytiques cristallins car leurs cristallites hautement ordonnés sont sélectifs pour un ion et excluent leur contre-ion, ce qui permet leur séparation. Ce phénomène peut augmenter la conductivité des polymères électrolytiques cristallins. Dans les polymères amorphes à mobilité élevée, on pense que le caractère amorphe permet une plus grande mobilité des chaînes, ce qui facilite la mobilité des ions grâce à la nature transitoire des liaisons de coordination,.

## Caractérisation
La conception de polymères électrolytiques requiert d'optimiser plusieurs paramètres tels que la conductivité ionique, la résistance mécanique et l'inertie chimiques,,. Ces propriétés sont généralement caractérisées à l'aide d'un ensemble de techniques déjà employées pour caractériser les polymères conducteurs.

### Spectroscopie d'impédance complexe
La spectroscopie diélectrique permet de caractériser la conductivité et la permittivité des polymères électrolytiques homogènes et hétérogènes. Cette technique permet de caractériser les propriétés électriques des matériaux massifs et de différencier les propriétés électriques de l'électrolyte massif d'une part et à l'interface entre l'électrolyte et les électrodes d'autre part,. Plusieurs caractéristiques importantes peuvent être ainsi mesurées, notamment l'impédance/admittance et la permittivité (constante et perte diélectrique). Cette technique permet également d'analyser comment les dopants et les paramètres d'électrode affectent la permittivité

### Autres techniques
La détermination de la température de transition vitreuse et les méthodes de caractérisation des propriétés mécaniques sont également utilisées pour étudier les polymères électrolytiques polymères. Certains des mécanismes proposés pour la conduction ionique sont liés à la transition vitreuse. La calorimétrie différentielle à balayage et l'analyse thermogravimétrique comptent parmi les autres méthodes de caractérisation thermique, ainsi que les méthodes utilisées pour caractériser les composants électroniques particuliers dans lesquels ces matériaux peuvent être utilisés.

## Applications

### Specificités par rapport aux autres types électrolytes
Les polymères électrolytiques diffèrent des électrolytes inorganiques solides et liquides, par rapport auxquels ils offrent l'avantage de la souplesse mécanique, la facilité de mise en forme, la robustesse et la sécurité. Les électrolytes inorganiques et liquides conventionnels sont rigides ou ne fonctionnent pas dans contextes de déformation ou de flexion élevées, qui peuvent fracturer ces électrolytes ou les récipients qui les contiennent. Les polymères, généralement mélangés à un plastifiant, ont l'avantage d'échapper à ces difficultés,. De plus, la facilité de mise en forme de polymères compatibles simplifie la conception et la réalisation des structures électrolytiques.
Les polymères électrolytiques résistent également aux changements de volume d'électrode associés à la charge et à la décharge d'un accumulateur électrique. Dans ce cadre, on a montré que les polymères électrolytiques résistent mieux au développement des dendrites qui endommagent les accumulateurs lithium-ion,. Le module de cisaillement des polymères électrolytiques est supérieur à celui du lithium métallique, ce qui aide à prévenir la croissance dendritique. On a montré qu'un mélange d'électrolytes polymères produit à partir de polymères vitreux et caoutchouteux peut quasiment arrêter la formation de dendrites mais se heurte à des limitations de conductivité.
Enfin, les électrolytes liquides et solides tendent à être combustibles et réactifs au contact de l'air, contrairement aux polymères électrolytiques, qui sont plus sûrs car plus stables au contact de l'air et moins combustibles,.

### Accumulateurs
L'intérêt des polymères électrolytiques réside en grande partie dans leur flexibilité et leur meilleure sécurité par rapport aux électrolytes inorganiques et liquides utilisés dans les accumulateurs. Ils limitent également la croissance des dendrites de lithium précipités à partir de l'électrolyte,. Le choix du polymère dépend du type d'accumulateur à réaliser,,,.

### Membranes et piles à combustible
Les piles à combustibles à membrane échangeuse de protons sont un domaine d'application croissant pour les polymères électrolytiques. Pour être performantes dans cette application, ces membranes doivent offrir une conductivité ionique élevée, être peu perméables, être stables thermiquement ainsi que par rapport à l'hydrolyse, et avoir une bonne stabilité mécanique et morphologique,. Il s'agit généralement de membranes d'acides perfluorosulfoniques permettant une conduction sélective des protons de l'anode vers la cathode. De telles piles à combustibles peuvent produire de l'énergie électrique à partir d'hydrogène ou de méthanol. Elles sont cependant limitées par la nécessité de maintenir l'humidification de la membrane ainsi que par des problèmes de durabilité liés à leurs propriétés mécaniques,. L'utilisation d'un polymère électrolytique permet en revanche de réduire l'épaisseur du dispositif et donc les distances parcourues par les porteurs de charge, ce qui contribue à améliorer l'efficacité globale de ce type de systèmes.

### Condensateurs
Les polymères électrolytiques sont également utilisés largement dans les condensateurs. Des condensateurs entièrement en matière plastique peuvent être obtenus en prenant en sandwich ou bien un polymère électrolytique solide entre deux électrodes en plastique, ou bien un polymère ionique électrolytique liquide entre des électrodes de connexion. Les mélanges d'électrolytes polymères tels que l'alcool polyvinylique et le poly(chitosane) présentent une capacité et une stabilité élevées et constituent une alternative avantageuse aux condensateurs préparés avec des matériaux plus rares.